# The Life and Death of Jonathan Wild, the Great
Dzieje Wielkiego Jonatana Wilda, The Life of Jonathan Wild, the Great (właściwie: The History of the Life of the Late Mr Jonathan Wild the Great) – angielska powieść satyryczna z 1743 roku, której autorem był Henry Fielding.
Fielding porównał dwie znane postacie; jedną z nich był słynny rzezimieszek Jonathan Wild, a drugą (jak można się domyślić z kontekstu) brytyjski premier Robert Walpole osobisty wróg Fieldinga. Autor postawił także o wiele dalej idącą tezę jakoby każda wielka postać była takim samym przestępcą jak drobny rzezimieszek. Dotyczy to również takich "wielkich ludzi" jak np. Aleksander Macedoński.